# Eve
Eve Jihan Jeffers (Filadelfia, Pensilvania; 10 de noviembre de 1978), más conocida como Eve, es una rapera, cantante y actriz estadounidense.
Jeffers ha vendido millones de álbumes durante su carrera musical. Con sus primeros tres álbumes ha vendido más de 10 millones de copias en todo el mundo. Eve ha sido galardonada con 1 Premio Grammy por largos años. En 2003, se convirtió en la estrella de su propio show televisivo, Eve, que duró 3 temporadas. La rapera / cantante / actriz también ha logrado éxito en la moda como, inicia una línea de ropa titulada "Fetish." Ella ocupa el número 48 en VH1 "50 Greatest Women Of The Video Era" mostrar lista. Fue novia del hijo del dictador de Guinea Ecuatorial Teodoro Obiang, "Teodorín" Nguema Obiang, llegando a participar en operaciones de empresas pantalla de este último.

## Primeros años
Durante sus primeros años cantó en muchos coros e incluso hizo un grupo musical llamado Dope Girl Posse o DGP. Este grupo tuvo canciones como En Vogue y Color Me Badd. También es conocida por ser musulmana, "El Islam es una religión hermosa.

## Carrera

### 1998–2001: Comienzos y álbum debuts
Después de un período de trabajo, Eve regresó al hip-hop; graba "Víspera de destrucción", que apareció en la banda sonora de Bulworth en 1998. Su sello, Aftermath Records, se encontró en dificultades financieras, y Eve de pronto se quedó sin un contrato de grabación. Grabó sin embargo con la leyenda del hip hop DMX con quien tiene una gran amistad y apareció en un remix de su sencillo "Ruff Ryders Anthem" que consiguió vender múltiples discos de platino en el álbum debut del artista, It's Dark and Hell Is Hot, junto con otros Ruff Ryders. Su siguiente sencillo, "What Ya Want", en el cual Nokio de
Dru Hill, que no lo hizo así en las listas, por lo que colaboró con The Roots, Blackstreet y Janet Jackson, así consiguió ampliando su base de aficionados. Debutó con Ruff Ryders' First Lady, fue un éxito sin precedentes, convirtiéndose en el segundo álbum de hip-hop hecho por una mujer a entrar en el Billboard 200 en la posición n.º 1 (la primera fue por la rapera de Brooklyn, Foxy Brown).
El seguimiento de "Let There Be Eve" de su segundo álbum titulado Scorpion, fue lanzado en 2001. Su primer sencillo, "Who's That Girl" primero le garantiza el éxito a nivel internacional. El segundo sencillo, "Let Me Blow Ya Mind" (con Gwen Stefani) y producido por Dr Dre, el pop se convirtió en un éxito, llegaron a un máximo del N.º 2 en el Billboard Hot 100. La canción ganó un premio Grammy por Mejor Rap/Sung Collaboration y finalmente fue platino.

### 2002- 2012:Eve-Olution
El tercer álbum de Eve, Eve - Olution, fue lanzado en el verano de 2002 y alcanzó un máximo del número 6 en Billboard. Entre tanto, el primer sencillo del álbum, "Gangsta Lovin'", con Alicia Keys, se convirtió en el número 2. La segunda y última canción, "Satisfaction", sólo vio un éxito moderado. Eve - Olution fue un fracaso y se convirtió en el peor álbum de venta hasta la fecha. Después, Eve cerró 2003 con la firma de UPN para un programa de televisión acerca de una diseñadora de moda titulado, Eve.
En 2005, la rapera junto con Gwen Stefani apareció en la lista de los 10 temas más populares con "Rich Girl", que alcanzó un máximo del número 7 en la lista Billboard Hot 100 en marzo. Ese mismo año, apareció en el remix de Amerie's número 1 EE. UU. Hizo la banda sonora de Hitch "1 Thing".
En 2007, ella apareció con Kelly Rowland en la canción "Like This", la banda Punk Cabaret, El Uno Ninguno, que abarca Eve la canción "Love Is Blind". En julio de 2007, Eve hizo de invitado en un tema de Maroon 5 del segundo sencillo Wake Up Call, no se sabe si esto será una remezcla o si incluso se ha de registrar.
En julio de 2007, Eve hizo una aparición como invitada en el segundo sencillo de Maroon 5, «Wake Up Call», en el programa Live 45th at Night. A finales de 2008, interpretó «Set It On Fire», que se incluyó en la banda sonora de Transporter 3. En abril de 2009, Eve y Lil Jon aparecieron en la canción «Patron Tequila», el single debut del grupo de chicas Paradiso Girls.
Ella interpretó a Ophelia Franklin en la película dramática británica Flashbacks of a Fool (2008). En 2009, consiguió un papel como Rosa Sparks en la película de comedia dramática Whip It, junto a Elliot Page y Drew Barrymore.[23] Recibió críticas generalmente positivas de los críticos, pero no tuvo buenos resultados financieros, ya que recaudó 16,6 millones de dólares en todo el mundo frente a su presupuesto de 15 millones de dólares. También en 2009, interpretó a La-La Buendía en un episodio de la serie policíaca de la CBS Numbers y apareció en dos episodios de la comedia musical de la Fox Glee, en el papel de Grace Hitchens.[24][25] Interpretó a Latisha en la película de suspense 4.3.2.1. (2010), junto a Emma Roberts y Drew Barrymore. (2010), junto a Emma Roberts y Tamsin Egerton. Eve fue la anfitriona de los MTV Africa Music Awards 2010.[26]
En marzo de 2010, Eve participó en la remezcla oficial de la canción de Ludacris «My Chick Bad».[27] En noviembre de 2010, Eve interpretó un rap en el single del cantante australiano Guy Sebastian «Who's That Girl», que alcanzó el número uno en la lista ARIA Singles Chart y ha sido certificado 4× Platino.[28] En diciembre de 2010, Eve participó en la canción de Alicia Keys «Speechless», que alcanzó el número 71 en la lista US Hot R&B/Hip-Hop Songs a principios de 2011. En marzo de 2011, Eve participó en la canción de Swizz Beatz «Everyday (Coolin')», el primer sencillo promocional de su próximo álbum Haute Living. En abril de 2011, apareció en la canción de Jill Scott «Shame», de su álbum The Light of the Sun. También apareció en el single del rapero ruso Timati «Money In Da Bank» y en la canción de Wolfgang Gartner «Get Em».[29] En abril de 2012, Eve apareció en el sencillo del artista de reggae Shaggy «Girls Just Wanna Have Fun».[30]

### 2013-2015:Lip Locky cambio de discográfica
En 2007, Eve comenzó a trabajar en un nuevo álbum titulado Here I Am. Cinco de las canciones del álbum fueron producidas por Swizz Beatz, incluyendo los sencillos "Tambourine" y "Give It to You" (con Sean Paul). "Tambourine" debutó en el puesto 73 de la lista Billboard Hot R&B/Hip-Hop Songs en la semana del 19 de abril de 2007. En el Reino Unido, la canción debutó en el puesto 38, dos semanas antes de su lanzamiento físico. "Tambourine" alcanzó el puesto 18 allí y fue su quinto éxito consecutivo en solitario en el Top 20 en el Reino Unido. La canción alcanzó el puesto 68 en la lista de las 100 Mejores Canciones de 2007 de Rolling Stone, y se ubicó en el puesto 70 en la lista de los 100 Mejores Éxitos de 2007 de MTV Asia. Pharrell Williams produjo la canción "All Night Long", en la que Eve canta en lugar de rapear.  El álbum sufrió varios retrasos debido a cambios corporativos en la discográfica y al descontento con el escaso éxito de los sencillos.
El álbum cambió de nombre dos veces, de "Here I Am" a "Flirt" y finalmente a Lip Lock. Tras la salida de Eve de Interscope Records y su fichaje por EMI, se esperaba el lanzamiento de Lip Lock en 2011, pero se retrasó de nuevo. En 2012, Eve decidió lanzar el álbum como artista independiente y declaró que se lanzarían varios sencillos antes del lanzamiento oficial. En una entrevista con Billboard, Eve declaró: «Una de las cosas más importantes que quería hacer en este álbum era que la gente se diera cuenta de por qué se enamoró de mí en primer lugar y luego llevarlos en un viaje a donde estoy ahora musicalmente. Mi oído es diferente, pero creo que la gente me reconocerá. Creo que oirán que estoy en un lugar feliz. Extraño mi música. Mi hambre es diferente a la primera vez». El 9 de octubre de 2012, Eve lanzó un sencillo promocional titulado «She Bad Bad» en iTunes. En noviembre de 2012, Eve lanzó una serie de remixes semanales en YouTube llamada EVEstlin' Tuesdays, en la que agregó versos de rap de estilo libre en sencillos exitosos de 2012, como «Diamonds» de Rihanna y «Adorn» del cantante Miguel.

### 2016-Presente: Carrera de actriz
En abril de 2016, se anunció que Eve se uniría a Gwen Stefani en su gira This Is What the Truth Feels Like Tour. La gira comenzó el 12 de julio de 2016 en Mansfield, Massachusetts, en el Xfinity Center y continuó por toda Norteamérica antes de concluir el 16 de octubre de 2016 en Inglewood, California, en The Forum. En 2016, fue la anfitriona del evento anual de VH1 Hip Hop Honors, que rinde homenaje a los raperos y colaboradores de la vieja escuela y de la edad de oro del hip hop por su influencia a largo plazo y su importancia en la historia de la cultura hip hop. En 2017, interpretó a Cecile James en dos episodios de la serie de televisión satírica Daytime Divas de VH1. El 14 de noviembre de 2017, Eve se convirtió en copresentadora del programa de entrevistas diurno de la CBS, The Talk, en sustitución de Aisha Tyler. En 2018, apareció en varios programas de televisión, como Jane the Virgin, Empire, Celebrity Family Feud y Happy Together.
El 8 de marzo de 2021, se anunció que Eve se uniría al elenco de la serie musical Queens de  ABC, junto a Naturi Naughton y Brandy. En mayo de 2021, se anunció que el programa iba a ser elegido para una serie completa, seguido del primer tráiler oficial, lanzado el 18 de mayo de 2021. El 1 de octubre de 2021, se lanzó el primer sencillo promocional de Queens ("Nasty Girl") con Eve junto al elenco: Brandy, Naturi Naughton y Nadine Velazquez. Un video musical, dirigido por Tim Story, fue lanzado el mismo día. Esto fue seguido el 18 de octubre de 2021, por otra canción de rap de la banda sonora de Queens: "The Introduction", que fue coescrita por Nas. 
El programa fue cancelado a principios de 2022 después de una temporada.

## Vida personal

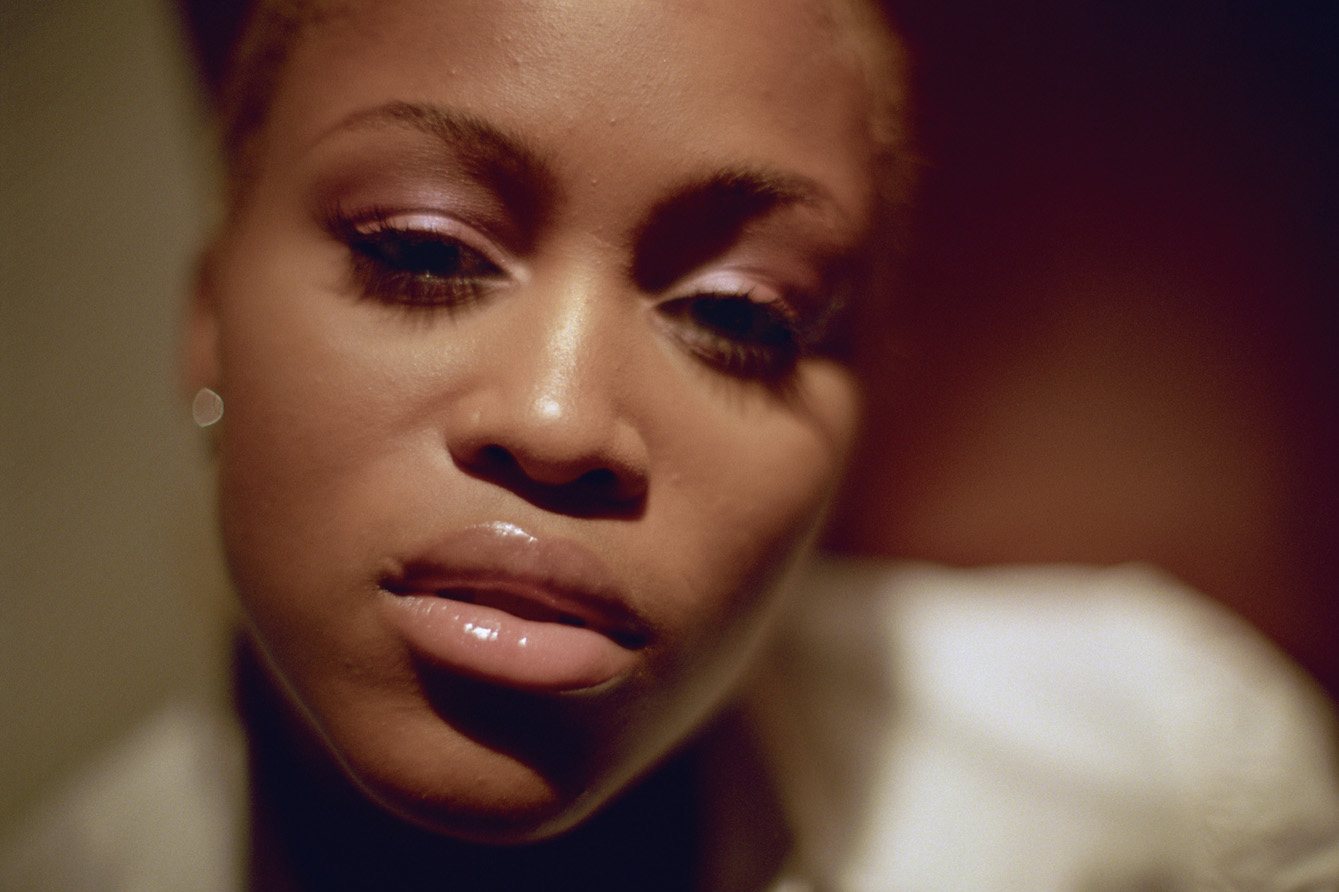
Eve en 2003

Eve divide su tiempo entre Londres, Los Ángeles y Nueva York. Comenzó a salir con Maximillion Cooper en 2010. Se comprometieron en la Navidad de 2013, y se casaron el 14 de junio de 2014 en Ibiza, España. Eve tiene cuatro hijastros del anterior matrimonio de su marido con Julie Brangstrup. En octubre de 2021 anunció que estaba esperando su primer hijo. Su hijo, Wilde Wolf Fife Alexander Somers Cooper, nació el 1 de febrero de 2022.

### Arresto
El 26 de abril de 2007, Eve fue detenida debido a la sospecha de conducir bajo los efectos del alcohol después de que estrelló su Maserati de plata en un divisor de Hollywood Boulevard. El accidente ocurrió a las 2:45 horas y otras dos personas estaban en el coche en el momento del accidente. Eve estaba visiblemente alterada tras bajar del coche. Luego fue trasladada a las dependencias de Los Angeles County Correctional y se celebró un juicio salió bajo fianza de $30000. Ella recibió la visita del actor Sean Penn, y más tarde fue liberada por la mañana. Volvió al tribunal el 30 de mayo de 2007. Se le sancionó con la pena de llevar un brazalete de detección de tobillo durante 45 días después tuvo que hacer un curso de conducción en estado. La rapera también debió asistir a 10 sesiones de Alcohólicos Anónimos, de tres meses de duración y comparecer ante el tribunal para comprobar que estaba utilizando el seguimiento de la detección de alcohol.

## Discografía

### Álbumes de estudio
- 1999: Let There Be Eve...Ruff Ryders' First Lady
- 2001: Scorpion
- 2002: Eve-Olution
- 2011: Lip Lock

### No lanzados
- 2007: Here I Am

## Colaboraciones
- Damian Marley "Where is the love" (Halfway tree, 2001).
- Gwen Stefani "Rich Girl" (Interscope Records, 2004).
- Wisin & Yandel "Control" (WY Records 2007).
- Ludacris "My Chick Bad" (2010).
- Doja Cat "Tonight" (2021).